# Franz Kotzke

Franz Kotzke

Franz Kotzke (* 2. Juni 1868 in Berlin; † 4. Januar 1931 ebenda) war ein deutscher Politiker (SPD). Er war von 1920 bis 1930, bis auf wenige Monate im Jahr 1924, durchgängig Mitglied des Reichstags der Weimarer Republik.

## Leben
Kotzke wurde als Sohn eines Schuhmachermeisters geboren und besuchte in Berlin zuerst die Volksschule, später die Mittelschule. Er erlernte nach dem Schulabschluss den Beruf des Tuchwebers und war danach in Berlin in einer Teppichweberei beschäftigt. Im Jahr 1893 begann er sich gewerkschaftlich und politisch zu betätigen. Im Jahr 1906 wurde er zum Gauleiter des Bezirkes Nordostdeutschland des Deutschen Textil-Arbeiter Verbandes gewählt. Für die Textil-Arbeiter-Gewerkschaft nahm er an Kongressen in Wien, London und Amsterdam teil.

## Politik
Kotzke war von 1903 bis 1909 als Stadtverordneter in Berlin tätig und ab 1910 war er Reichstagskandidat der SPD für den Wahlkreis Guben–Lübben, wurde aber nicht ins Parlament gewählt. Nach Ende des Ersten Weltkrieges war er mehrere Jahre Mitglied der Reichswirtschaftsstelle für Textilindustrie. Kotzke wurde 1920 im Wahlkreis 5 (Frankfurt/Oder) erstmals in den Reichstag gewählt. Bei der ersten Wahl des Jahres 1924 wurde er nicht wiedergewählt, erst bei der zweiten Wahl im Dezember 1924 konnte er erneut ins Parlament einziehen, dem er auch in der vierten Legislaturperiode von 1928 bis 1930 angehörte.